# Unzial 073
Unzial 073 (in der Nummerierung von Gregory-Aland, von Soden ε 7) und Unzial 084 ist eine griechische Unzialhandschrift des Neuen Testaments. Mittels Paläographie wurde es auf das 6. Jahrhundert datiert. Die Handschrift ist nicht vollständig.

## Beschreibung
Bis zum heutigen Tag hat nur ein Blatt (28 × 23 cm) überlebt. Von derselben Handschrift stammt auch Unzial 084 (eine Seite, von Soden ε 24). Sie wurde zweispaltig mit 34 Zeilen je Seite beschrieben.
Die Buchstaben groß und nach rechts geneigt. Sie enthält Spiritus und Akzenten.
Die Handschrift 073 enthält Teile des Matthäusevangeliums (14:28–31), der Kodex 084 enthält Matthäus 14:19–27; 15:2–8. 
Der griechische Text des Kodex repräsentiert den Alexandrinischen Texttyp mit einigen fremden Lesarten. Aland ordnete ihn in Kategorie II ein.
Die Handschrift wurde von Rendel Harris gefunden, untersucht, und kollationiert. Kodex 073 befindet sich jetzt auf der Sinai-Halbinsel (Sinai Harris 7), während Kodex 084 in der Russischen Nationalbibliothek (Gr. 277, 1f) in Sankt Petersburg aufbewahrt wird.